# Rachel Trussell
Rachel Trussell est une attaquante internationale des États-Unis de rink hockey. 

## Palmarès
En 2016, elle participe au championnat du monde.